# Vågsbygd
58°6′30.755″N 7°57′18.475″Ø / 58.10854306°N 7.95513194°Ø
Vågsbygd er den største bydel i Kristiansand i Norge med ca.  22.000 indbyggere. Frem til 1965 var Vågsbygd del af Oddernes kommune. Bydelen strækker sig 5-10 km vest, men også syd for bycentrum af Kristiansand. Fra Møvig ser mand over til Fredriksholm fæstning og videre til Flekkerøy, som ofte ikke regnes til Vågsbygd. På Kroodden ligger Batteri Vara. Vågsbygd kirke er fra 1967. Det er også en kirke på Flekkerøy, bygget i 1960, og Voie kirke der er en såkaldt «arbejdskirke» fra 1990.

## Natur
På Vågsbygdsiden, vestsiden af Kristiansandsfjorden ligger øerne Bragdøya, Andøya og Flekkerøy med Christiansø festning. I tillæg findes en række mindre øer som Sumatra, Madeira, Kinn og Skjede. Øerne Sumatra og Madeira har sine navn fra Hans Kielland som eiede øerne i 1812. Øerne havde opprindelig navnerne Møvig- og Brøvigholmene.  
Det er et fint udsigtspunkt på Jaktodden. Her ser man lige ud Steinsundet mod Grønningen fyr og Oksø fyr. Vågsbygdmarka har meget varmekær blandingsskov og er et typisk sørlandsterræn. Marka har mange fine badevand, som søerne Auglandstjønna, Grimsvann, Bråvann, Buvann og Storevann, og flotte udsigtspunkter som f.ks. Bruliheia

## Landbrug og industri
Landbruget er i stor grad forladt i Vågsbygd, de fleste landbrugsområder er for længst bygget ud for boliger. 
Vågsbygd har betydeligt industri, som haver overlevet den store omstilling som norsk industri haver gennemgået. Lumber er en fabrik som producerer trævarer og byggevarer, og som fremdeles er i drift. Den største arbejdsplads er ligevel Elkem Solar som producerer superrent silicium til solceller, og som ligger i lokalerne der Elkem tidligere drev ferrosilisium-fabrikken Fiskå verk. På Andøya er det etableret en betydelig og avanceret mekanisk industri som producerer offshore- og skibskraner og andet skibsudstyr i Andøya Industripark.  Vågsbygd har også stor detailhandel med indkøbscenteret Vågsbygd senter som største handelscentrum.

## Farøivernscenter og kanonmuseum
På Andøya i Vågsbygd ligger Norsk fartøyvernsenter på området til tidligere Bredalsholmen værft. Fartøyvernscenteret er et nationalt knudepunkt for vedligehold af museumsskibe og værneværdig kystkultur, og haver tørrdokk med betydelig kapasitet.
Ydderst på Møvig finder mand i vest Batterie Vara, som blev bygget op af den tyske besættelsesmagt under anden verdenskrig. Batteriet havde 45 cm kanoner i Kristiansand og tilsvarende batteri i Hanstholm, hvorved den udækkede del af Skagerrak blev dækket af flydende minebælter. En betydelig del af området bruges i dag som museum mens resten er åbent for turgåere. Dette er et af Norges bedst bevarede kanonanlæg fra krigen, med 45 cm kanontårn, ammunitions- og ladeanlæg, værksted, kontorer og forlægninger.